# Bloomfield (Indiana)
Pour les articles homonymes, voir Bloomfield.
La ville de Bloomfield est le siège du comté de Greene, situé dans l'Indiana, aux États-Unis.

## Démographie
| Groupe                           | Indianapolis | Indiana | États-Unis |
| -------------------------------- | ------------ | ------- | ---------- |
| Blancs                           | 98,0         | 84,3    | 72,4       |
| Métis                            | 0,7          | 2,0     | 2,9        |
| Asiatiques                       | 0,6          | 1,6     | 4,8        |
| Afro-Américains                  | 0,5          | 9,1     | 12,6       |
| Autres                           | 0,1          | 3,0     | 7,3        |
| Total                            | 100          | 100     | 100        |
|                                  |              |         |            |
| Hispaniques et Latino-Américains | 1,3          | 6,0     | 16,7       |

Selon l'American Community Survey, pour la période 2011-2015, 99,16 % de la population âgée de plus de 5 ans déclare parler l'anglais à la maison, 0,34 % déclare parler l'espagnol, 0,29 % le tagalog et 0,21 % le français.